# Straßenbahn Osaka–Sakai

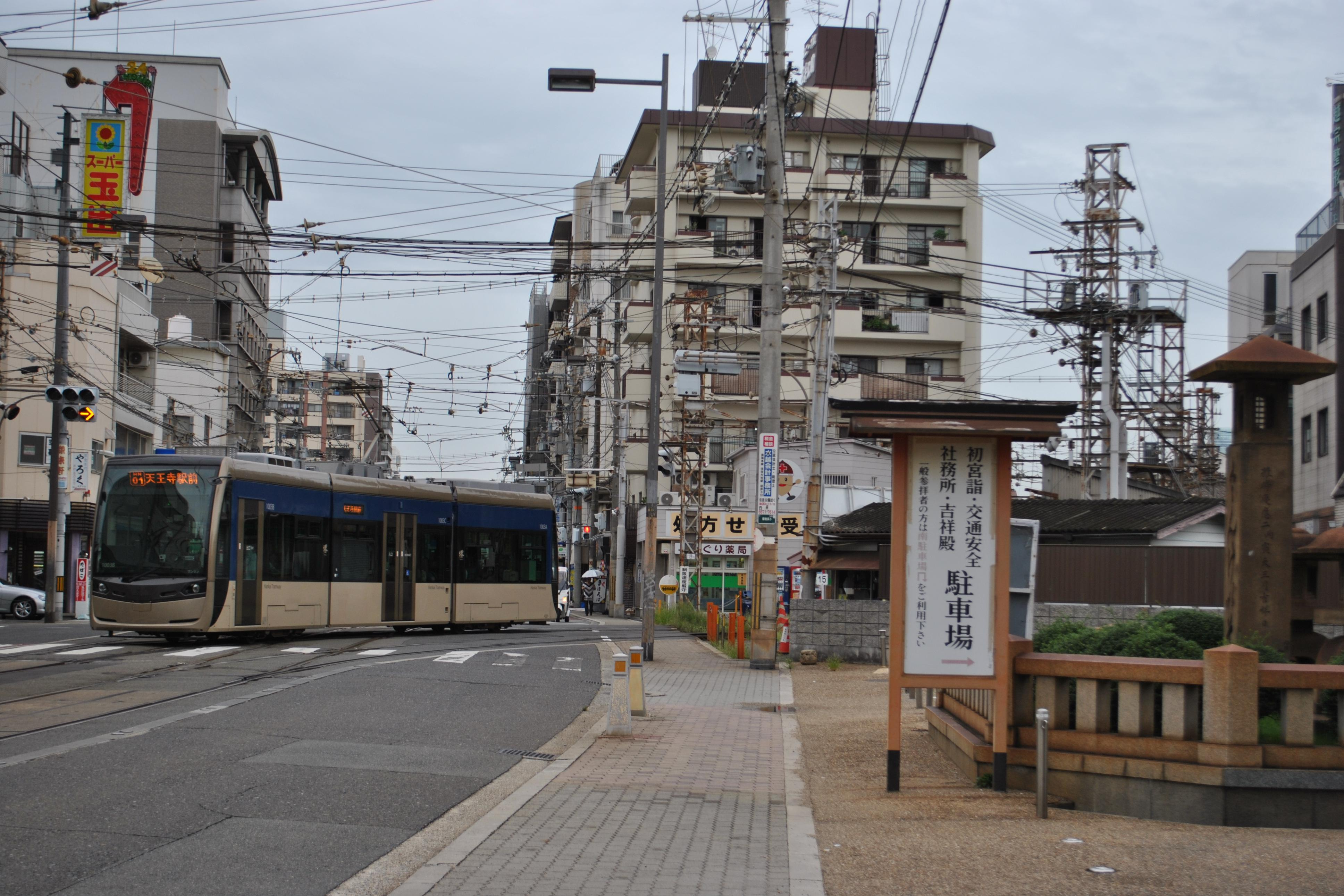
Niederflurfahrzeug des Typs 1001 alias „Sakaitram“ (堺トラム) in Sumiyoshi

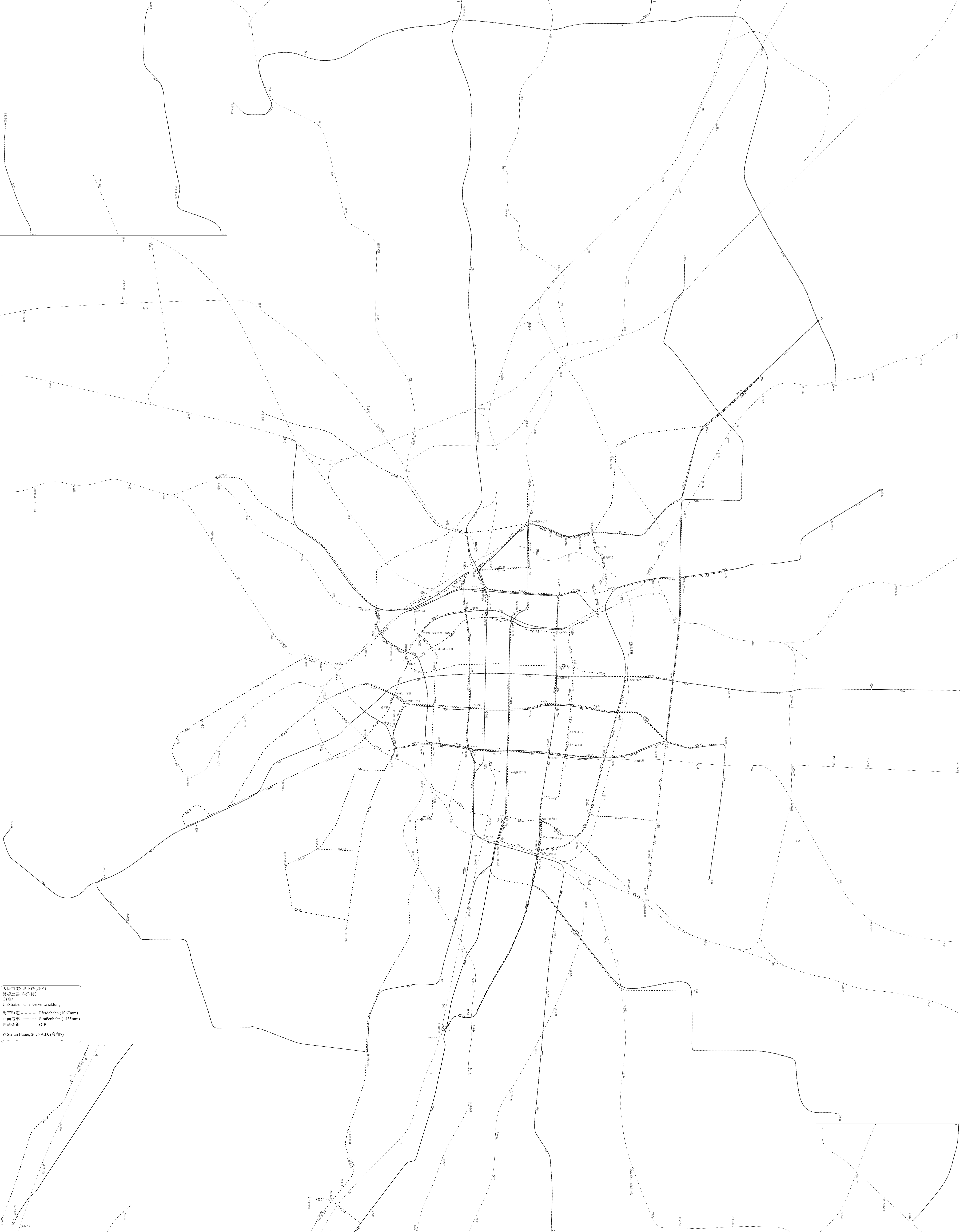
Netzentwicklung (mit Osaka; durchgezogen = Bestand, unterbrochen/punktiert = stillgelegt)

Die Straßenbahn Osaka–Sakai ist das Straßenbahnnetz zwischen Osaka und Sakai auf der Insel Honshū in Japan. Es wird durch die Privatgesellschaft Hankai Denki Kidō K.K. (jap. 阪堺電気軌道株式会社) betrieben.
Es besteht aus einer Stammstrecke, die im südlichen Sakai am Hamadera-kōen (浜寺公園) beginnt, nordwärts durch die Stadt verläuft und nach Überquerung der Stadtgrenze am Yamatogawa (大和川) bis zum Sumiyoshi-Taisha das südliche Osaka durchquert. Hier verzweigt sich die Strecke in einen nordwärts bis Ebisuchō (恵美須町) und einen nordostwärts bis Bahnhof Tennōji (天王寺駅) führenden Ast. Die Uemachi-Linie bedient die komplette Strecke ab Tennōji südwärts, die Hankai-Linie führt nur von Ebisuchō bis Abikomichi (我孫子道) kurz vor der Stadtgrenze, wo sich auch das Depot befindet. Auf der Uemachi-Linie werden (Stand Juli 2024) zwischen Tennōji und Abikomichi in der morgendlichen Hauptverkehrszeit bis zu 18 Fahrten pro Stunde angeboten, weiter bis Hamadera bis zu sechs. Die Hankai-Linie dagegen verkehrt nur alle 24 bis 30 Minuten.

## Geschichte
Den Grundstein bildete eine Pferdebahnlinie, welche 1900 knapp 1 km nördlich der heutigen Endstelle in Tennōji bis Sumiyoshi in 1067 mm Spurweite errichtet wurde. Nach Umspurung und Elektrifizierung zwischen 1908 und 1910 erweiterte man das Netz bis 1912 um die noch bis heute bestehenden Strecken und eine 1945 bzw. 1949 schrittweise stillgelegte Stichstrecke im Zentrum von Sakai. Bis 1917 reichte das südliche Ende noch einige 100 m weiter. Das nördliche Ende bei Tennōji wurde 1921 in das städtische Straßenbahnnetz integriert. 1913 wurde eine kurze Stichstrecke von Sumiyoshi zum nahegelegenen Bahnhof der Nankai Denki Tetsudō (南海電気鉄道) errichtet, die erst Anfang 2016 stillgelegt wurde, nachdem sie jahrelang nurmehr von Schülerkursen bedient worden war. Von 1914 bis 1980 gab es außerdem eine Strecke von Ebisuchō nach Hirano (平野), die schließlich von einer städtischen U-Bahn-Linie abgelöst wurde.
Bisher kamen potentielle Erweiterungen nicht über das Planungsstadium hinaus; zuletzt wurde 2009 eine fertig ausgearbeitete Innenstadtlinie durch Sakai wieder verworfen.

## Fahrzeuge
Der Fuhrpark besteht (Stand Juli 2024) überwiegend aus 31 einteiligen, vierachsigen Hochflurwagen. Einzelne Exemplare stammen noch aus der Vorkriegszeit. Von 2013 bis 2020 wurden vier Niederflurwagen des Herstellers Alna-Sharyō beschafft; diese sind dreiteilige, 16,30 Meter lange und 2,40 Meter breite Multigelenkwagen mit 27 Sitzplätzen. Sie gehören zum Typ Ua der Little-Dancer-Familie.
| Wagennummern        | Anzahl            | Baujahre          |
| ↓ Hochflurwagen ↓   | ↓ Hochflurwagen ↓ | ↓ Hochflurwagen ↓ |
| ------------------- | ----------------- | ----------------- |
| 161…166             | 4                 | 1928              |
| 351…355             | 4                 | 1962–1963         |
| 501–505             | 5                 | 1957              |
| 601–607             | 7                 | 1996–1998         |
| 701–711             | 11                | 1987–1995         |
| ↓ Niederflurwagen ↓ |                   |                   |
| 1001–1003           | 3                 | 2013–2015         |
| 1101                | 1                 | 2020              |